# Joaquín Villalón Díez
Joaquín Villalón Díez (apodado "El asesino señorito") es un asesino español, condenado por el asesinato de dos transexuales en Madrid en 1992.

## Antecedentes
Villalón conoció a Francisca, a la que convirtió en su amante, aunque ésta desconocía que estuviera casado. Francisca quedó embarazada, y el 22 de julio de 1981, durante una discusión, Villalón la estranguló, abandonando su cadáver en el monte tras descuartizarlo. El cadáver fue encontrado por unos niños.
Villalón fue condenado a 17 años de prisión.

## Carrera criminal
El 27 de septiembre de 1992, los bomberos de Madrid, alertados por los vecinos, entran en el piso de Carmen, una mujer trans, a la que encuentran en el baño, con una cadena atada al tórax, inconsciente, y envuelta en llamas (cuyo foco se encuentra en las piernas), que le provocan síndrome de inhalación y quemaduras en un 20% del cuerpo. Fallece el 23 de enero de 1993. En su vivienda faltaban algunos objetos como un video.
Dos semanas después Joanna, otra mujer trans, es encontrada en su vivienda, ahogada en la bañera. De su vivienda faltaban múltiples objetos como el televisor, un video, cartillas de ahorro,...

## Detención y sentencia
La policía comprobó las cuentas bancarias de las víctimas, y las grabaciones de seguridad de los bancos en las fechas posteriores al fallecimiento de las víctimas en las que hubo movimiento, lo que permitió montar un operativo de seguimiento y detener a Villalón el momento de usar uno de los cajeros. Cuando cometió los dos asesinatos Villalón se encontraba cumpliendo en régimen abierto la condena impuesta por la muerte de Francisca.
Villalón fue condenado por la Audiencia Provincial de Madrid, por un delito de asesinato y otro de robo con homicidio,  entre otros delitos, a un total de 58 años y 10 meses de prisión y a indemnizar con 5 millones de pesetas a la familia de cada una de las víctimas.
En la actualidad, Joaquín Villalón se encuentra en libertad desde el 10/12/2013 tras derogarse la doctrina Parot. Cumplió 21 años por las condenas impuestas por asesinato y robo con homicidio de las dos transexuales, en el Centro Penitenciario de Segovia.

## Pseudo asesino en serie
Según la doctrina mayoritaria, Villalón no puede ser considerado un asesino en serie, ya que no cometió tres secuencias delictivas independientes. Su primer asesinato, el de Francisca, no puede considerarse como una secuencia más, ya que rompe con el perfil y el modus operandi, este hecho es el detonante, pero no se computa como secuencia criminal a la hora de la calificación como asesino en serie. 
Sin embargo, y tal como indicaron los médicos que lo evaluaron durante el juicio, es muy posible que Villalón continuara matando, en cuyo sí que se le hubiera terminado aplicando la etiqueta de asesino en serie.